# Clemente Yerovi
Clemente Yerovi Indaburu (né le 10 août 1904 à Barcelone en Espagne, mort le 19 juillet 1981 à Guayaquil) est un homme d'État équatorien. Il fut président de l'Équateur par intérim du 30 mars 1966 au 16 novembre 1966.